# Liste der Kulturdenkmale in Sonneborn (Thüringen)

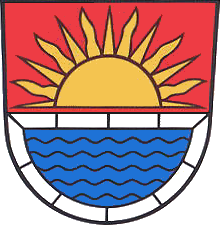

Die Liste der Kulturdenkmale in Sonneborn (Thüringen) ist auf dem Stand vom Januar 2014 und enthält gemäß dem Gesetz zur Pflege und zum Schutz der Kulturdenkmale im Land Thüringen (ThüDSchG) in der geltenden Fassung vom 24. Februar 2016 bzw. dem Ersten Gesetz zur Änderung des ThüDSchG vom 23. November 2005 die Kulturdenkmale der Gemeinde Sonneborn, für die Nessetal erfüllende Gemeinde ist, im thüringischen Landkreis Gotha.
Die Liste umfasst auch die Kulturdenkmale des Ortsteils Eberstädt.
Hinweis: Die Liste kann Änderungen unterworfen sein, die hier nicht erscheinen. In Einzelfällen kann die aktuelle Liste bei der Unteren Denkmalschutzbehörde des Landratsamtes oder beim Bauamt der jeweiligen Gemeinde eingesehen werden.

## Definitionen
Der Schutz der unbeweglichen Kulturdenkmale entsteht bereits durch das Vorliegen der gesetzlichen Voraussetzungen des § 2 des Thüringer Denkmalschutzgesetzes und ist nicht von der Eintragung in die Denkmalliste des Landes oder der Gemeinden abhängig. Das bedeutet, dass auch Objekte, die nicht in einer Denkmalliste verzeichnet sind, durchaus Denkmale sein können.

### Kulturdenkmale
Laut § 2 des Thüringer Denkmalschutzgesetzes sind Kulturdenkmale alle Sachen, Sachgesamtheiten oder Sachteile, die aus geschichtlichen, künstlerischen, technischen, wissenschaftlichen, volkskundlichen oder städtebaulichen Gründen sowie aus Gründen der historischen Dorfbildpflege ein öffentliches Interesse besteht. Zu den Kulturdenkmalen werden auch Denkmalensembles und Bodendenkmale gezählt.

#### Denkmalensemble
Um ein Denkmalensemble kann es sich handeln bei:
- baulichen Gesamtanlagen: Bauliche Gesamtanlagen sind insbesondere Gebäudegruppen, einheitlich gestaltete Quartiere und Siedlungen und historische Ortskerne einschließlich der mit ihnen verbundenen Pflanzen, Frei- und Wasserflächen.

- kennzeichnenden Straßen-, Platz- oder Ortsbildern: Ein kennzeichnendes Straßen-, Platz- oder Ortsbild ist insbesondere gegeben, wenn das Erscheinungsbild der Anlage für eine bestimmte Epoche oder Entwicklung oder für eine charakteristische Bauweise mit auch unterschiedlichen Stilarten kennzeichnend ist.

- kennzeichnende Ortsgrundrisse: Ein kennzeichnender Ortsgrundriss ist gegeben, wenn das Erscheinungsbild der Anlage für eine bestimmte Epoche oder Entwicklung charakteristisch ist, insbesondere im Hinblick auf Orts- und Siedlungsformen, Straßenführungen, Parzellenstrukturen und Festungsanlagen.

- historischen Park- und Gartenanlagen: Historische Park- und Gartenanlagen sind Werke der Gartenbaukunst, deren Lage sowie architektonische und pflanzliche Gestaltung von der Funktion der Anlage als Lebensraum und Selbstdarstellung früherer Gesellschaftsformen und der von ihr getragenen Kultur Zeugnis geben. Dazu zählen auch Tier- und botanische Gärten, soweit sie eine eigene historische und architektonische Gesamtgestaltung besitzen.

- historischen Produktionsstätten und -anlagen.

Nicht alle Teile eines Denkmalensembles müssen Kulturdenkmal sein, um als Kulturdenkmal zu gelten.

#### Bodendenkmal
Bewegliche oder unbewegliche Sachen, die im Boden oder unter Wasser verborgen waren oder sind und die Auskunft geben über tierisches oder pflanzliches Leben (paläontologische Denkmale) oder die Zeugnisse, Überreste oder Spuren der menschlichen Kultur (archäologische Denkmale) darstellen, sind Bodendenkmale.

### Hinweis
Die Denkmalliste der Gemeinde Sonneborn macht die beschriebenen Unterscheidungen nicht durchgängig.

## Geschichtlicher Hintergrund
Sonneborn ist eine unabhängige Gemeinde mit einem entsprechenden eigenständigen Haushaltsplan. Dieser umfasst sämtliche Errechnungen und Angaben in Vermögens- und Verwaltungshaushalt. Das Amt des Bürgermeisters wird ehrenamtlich durch Herrn Jürgen Fleischhauer beglichen. Ihm zur Seite steht ein achtköpfiger ehrenamtlicher Gemeinderat. Es existieren keine Ausschüsse. Die Verwaltung Sonneborns, auch der dortigen Kulturdenkmale, erfolgt durch die erfüllende Gemeinde Nessetal. Die Kosten dafür werden in Form einer Verwaltungspauschale berechnet.

## Einzeldenkmale § 2 Abs. (1) Nr. ThürDSchG

### Sakralbauten
| Bild                           | Bezeichnung                                                                      | Lage                                                         | Datierung | Beschreibung | ID |
| ------------------------------ | -------------------------------------------------------------------------------- | ------------------------------------------------------------ | --------- | ------------ | -- |
| weitere Bilder Fotos hochladen | Kirche St. Severin mit Ausstattung, Kirchhof und Kirchhofmauer                   | Eberstädt, Oberdorf, Flurstück: 1–43, 1–44 (Karte)           |           |              |    |
| weitere Bilder Fotos hochladen | Kirche St. Peter und Paul mit Ausstattung, Kirchhof, Einfriedung und Grabsteinen | Sonneborn, Hohe Straße 1, Flurstück: 1–109 bis 1–114 (Karte) |           |              |    |

### Profanbauten (nach Orten)

#### Sonneborn
| Bild            | Bezeichnung                           | Lage                                                         | Datierung | Beschreibung | ID |
| --------------- | ------------------------------------- | ------------------------------------------------------------ | --------- | --- | -- |
| Fotos hochladen | „Gelbes Schloss“ mit Teich und Weiher | Gothaer Straße 217, Flurstück: 1–97/2, 1–102 (Karte)         |           | |    |
| Fotos hochladen | Pfarrhaus und Nebengebäude            | Hohe Straße 3, Flurstück: 1–116 (Karte)                      |           | |    |
| BW              | Wohnhaus                              | Hohe Straße 7, Flurstück: 1–82 (Karte)                       |           | |    |
| Fotos hochladen | Wohnhaus der ehem. Mühle              | Mühlstraße 21, Flurstück: 1–101 (Karte)                      |           | Das alte Mühlrad besteht noch, der Sonneborn-Bach hat es angetrieben. |    |
| Fotos hochladen | Wohnhaus                              | Schlossgasse 11, Flurstück: 1–121 (Karte)                    |           | |    |
| Fotos hochladen | Grabhügel                             | Außenbereich, südöstlich der Ortslage Flurstück: ??? (Karte) |           | Auf dem Steinberg befand sich ein einzelner spätbronzezeitlicher Grabhügel. Er wurde in den 1920er Jahren ausgegraben. Bei seiner Beseitigung 1949 gelangte auch eine Nachbestattung mit einem hochmittelalterlichen Münzschatz – 26 Brakteaten aus der Zeit der Heiligen Elisabeth von Thüringen (1225–1230) – ans Tageslicht. Das bemerkenswerte «Körpergrab von Haina» und ähnliche Funde datieren in die Römerzeit und die anschließende Völkerwanderungszeit. Es handelt sich um Einzelbestattungen von Kriegern, die wohl auf dem Durchmarsch durch Sonneborner Gebiet ihren anderenorts erlittenen Verwundungen erlegen waren und am Sterbeort mit ihren Habseligkeiten und Waffen bestattet wurden. Heute ist nichts mehr vorhanden, die Fundstücke sind im Museum von Schloss Friedenstein in Gotha. |    |